# Elementele perioadei 5
Un element din perioada 5 este unul dintre elementele chimice din al cincilea rând (sau perioada ) din tabelul periodic al elementelor . Tabelul periodic este reprezentat in rânduri pentru a ilustra tendințele recurente (periodice) ale comportamentului chimic al elementelor, pe măsură ce numărul lor atomic crește: un nou rând începe atunci când comportamentul chimic începe să se repete, ceea ce înseamnă că elementele cu comportament similar cad în același coloane verticale.
A cincea perioadă conține 18 elemente, începând cu rubidiu și terminând cu xenon . De regulă, elementele din perioada 5 își completeaza mai întâi straturile 5s, apoi 4d și 5p, în această ordine; cu toate acestea, există excepții, cum ar fi rodiul.